# Ophiodon elongatus

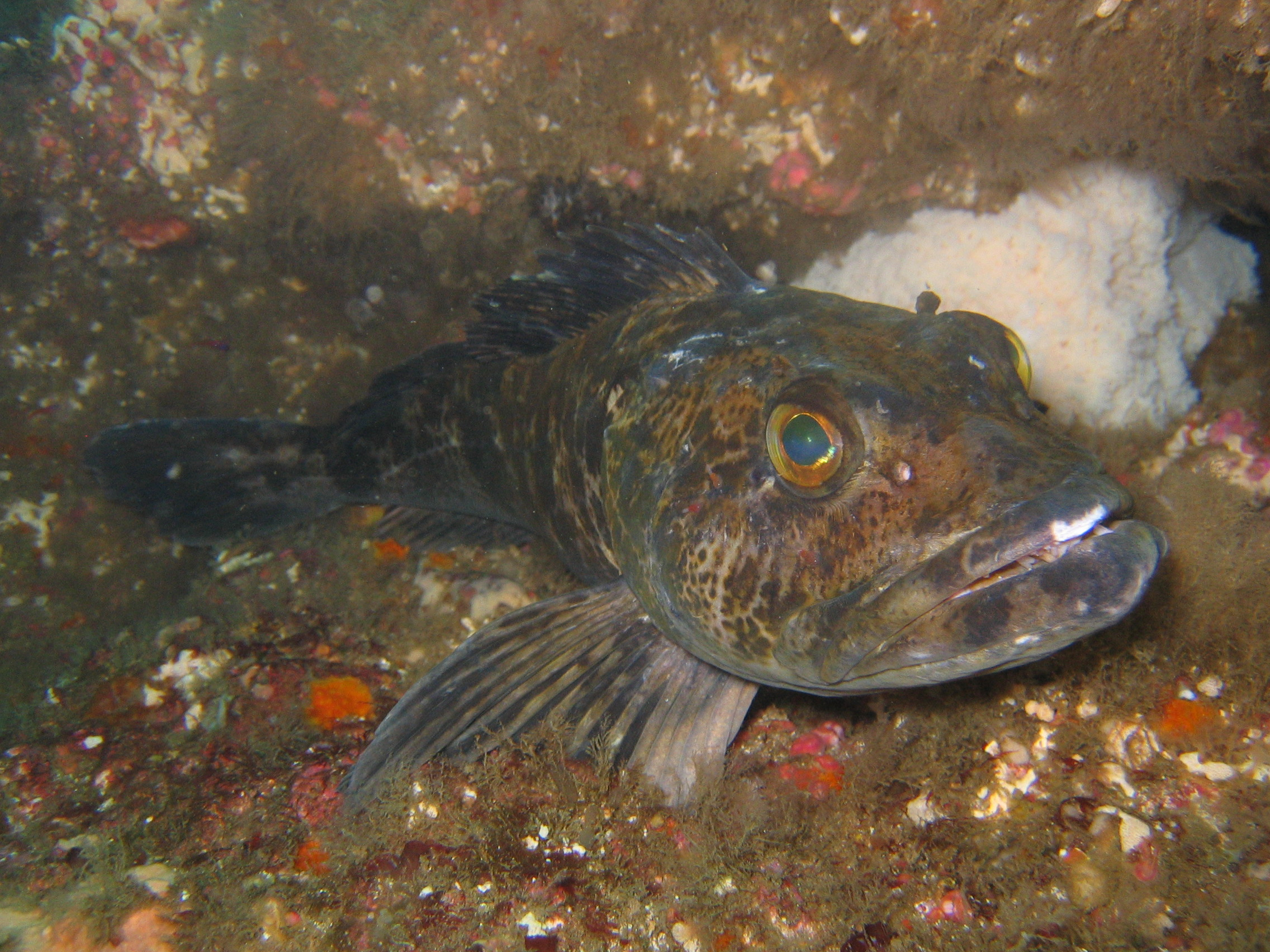
Ophiodon elongatus

El bacallà allargat (Ophiodon elongatus, del grec ophis, “serp” i odous, “dents”), és un peix de la família Hexagrammidae. És l'únic membre existent del gènere Ophiodon. La seva gran mida i l'aspecte agressiu han atret els pescadors durant segles. Tanmateix, la seva carn saborosa l’ha convertit en un peix d’ingesta popular.

## Hàbitat

### Distribució geogràfica
Ophiodon elongatus és natiu de la costa oest nord-americana de les illes Shumagin (al Golf d'Alaska) a Baixa Califòrnia (Mèxic). Són abundants a l'estret de Geòrgia, a la costa oest de l'illa de Vancouver i al Queen Charlotte Sound.
Són peixos costaners que ocupen bancs submergits amb denses comunitats d'algues i canals amb forts corrents que flueixen al voltant d’esculls rocosos. Eviten els fons fangosos i sorrencs, i les zones estancades. S'han trobat exemplars que oscil·len entre els 3 i els 420 m de profunditat, encara que la majoria habiten en zones rocoses d'entre 10 i 100 m. Toleren una àmplia gamma de temperatures de l'aigua.

### Moviments
Els estudis d'etiquetatge a la costa oest de l'illa de Vancouver mostren que la gran majoria es mantenen propers al lloc de naixement (a menys de 10 km), amb moviments estacionals puntuals relacionats amb la maduració i la posta de fins a 50 km de llunyania. Els joves es dispersen en una àrea geogràfica més àmplia. La majoria d'aquests peixos en alta mar viatgen en direcció sud, i és poc probable que hi hagi barreja entre poblacions. El bacallà es considera, per tant, una espècie no migratòria.
Al juny, el bacallà jove de 0 anys es mou de la superfície al fons, i resideix per primera vegada en aigües poc profundes a prop de llits d'algues (Laminarials i Zostera). Durant l'estiu, es dispersen des d'aquestes zones properes a la costa (relativament poc profundes) a una àmplia gamma de profunditats. El bacallà d'1 any d'edat es troba a les zones properes a la costa. Als 2 anys comencen a traslladar-se als hàbitats típics del bacallà adult.

## Descripció

### Dimensions
Poden arribar a pesar fins a 36 kg, però la massa mitjana és de 13 kg. Tot i que se’n desconeix la longitud mitjana, l'individu més gran registrat és de 152,4 cm de llarg. Tanmateix, el bacallà presenta dimorfisme sexual: les femelles adultes solen ser més grans que els mascles adults.

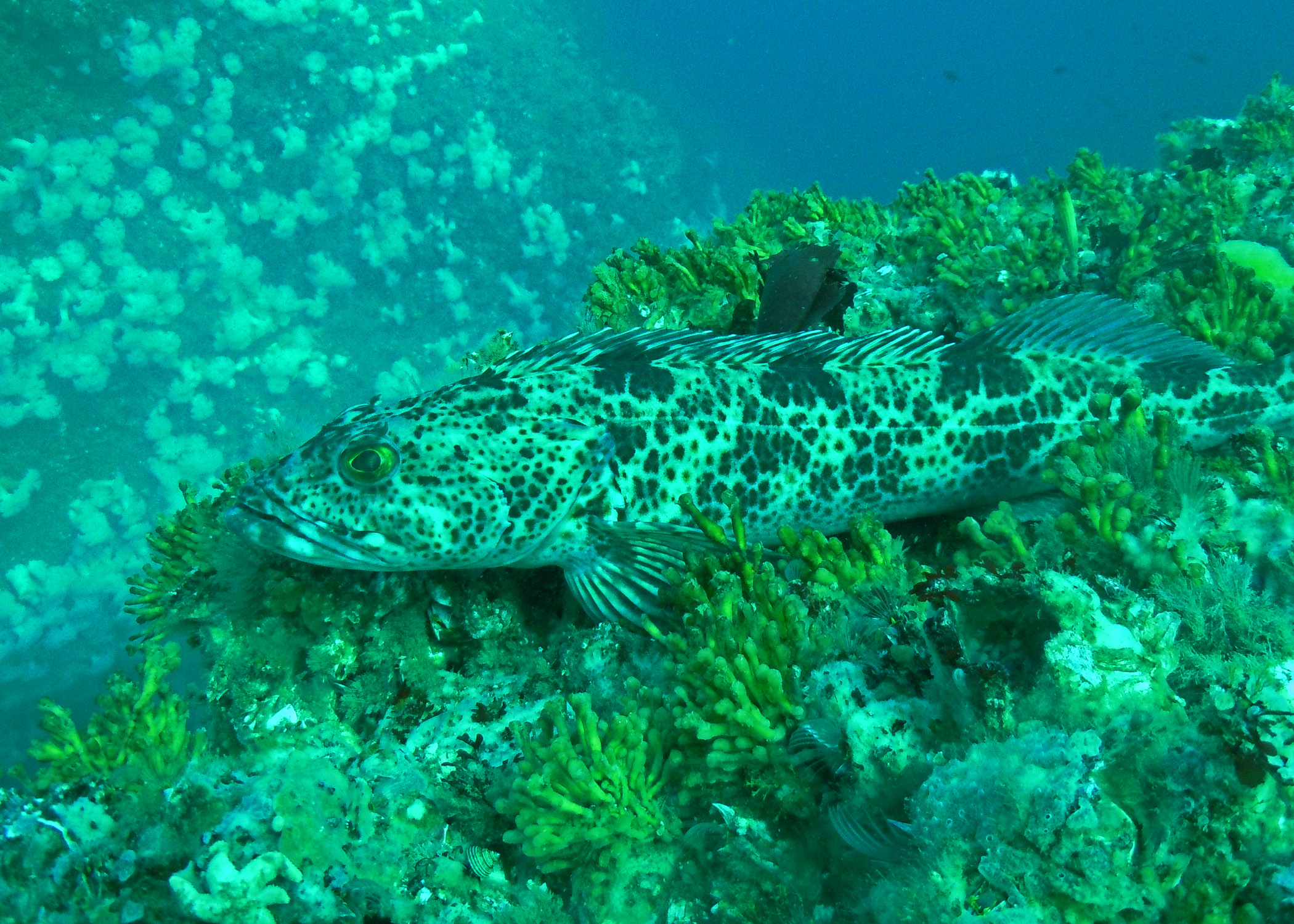
Coloració de Ophiodon elongatus

### Coloració
La coloració corporal del bacallà és críptica i variable, però generalment consisteix en tons foscos de verd i marró, amb taques coure al llarg del cos. La part ventral del seu cos és brillant. L'únic color consistent entre els individus és el blanc, que apareix a la part ventral de les brànquies. Tanmateix, cal destacar que, en alguns exemplars, la seva carn és de color blau-verdòs.

### Morfologia
La primera aleta dorsal és més gran que la segona, i les dues aletes dorsals juntes s'estenen gairebé tota la longitud del cos. La boca és àmplia i conté 18 dents grans, corbades cap endins i afilades.

## Desenvolupament

### Reproducció
El bacallà adult es reprodueix sexualment mitjançant fecundació externa i exhibeix activitats tant de nidificació com de cura del niu. Els mascles atrauen una o més femelles al seu lloc de nidificació. Un cop al lloc de nidificació les femelles dipositen una massa d'ous dins d'esquerdes, formant capes, amb cada capa fecundada abans de posar la següent. Un sol mascle fecunda les masses d'ous de múltiples femelles.
Les femelles de bacallà romanen monògames durant l'època de reproducció i es reprodueixen amb només un mascle, una vegada per temporada de reproducció. A diferència dels mascles, que tornen cada any als seus llocs de nidificació, les femelles no mostren fidelitat al lloc i s'aparellen amb un mascle diferent en un lloc diferent durant la temporada següent.

#### Període de fresa
El període d'incubació dels ous de bacallà varia amb la temperatura de l'aigua, però sol durar entre 5 i 12 setmanes. Abans de la posta, els mascles i les femelles madures se separen. Els mascles comencen a agregar-se en zones rocoses i escombrades pels forts corrents durant el mes de novembre, a una profunditat de 5-60m. En aquest moment els mascles esdevenen territorials i seleccionen llocs de nidificació. Un mes després, hi arribem les femelles, que duran a terme la fresa dels ous. Posteriorment, el mascle diposita els espermatozoides.
Els ous es ponen a finals d'hivern o principis de primavera, i continua fins al març. Les zones més adequades per a la posta d'ous es donen en escletxes rocoses en zones de forts corrents, on els ous s’hi dipositen com una massa que està fermament unida a un substrat rocós. Es du a terme durant la nit. Després de la posta, els mascles romanen a prop del niu i protegeixen les masses d'ous dels depredadors durant 10 setmanes, fins que aquests es desclouen.
La femella sol produir entre 60.000 i 500.000 ous. El nombre varia segons la mida i l'edat. La massa gelatinosa d'ou pesa fins a 7 kg i mesura 76 cm d'ample.

### Creixement

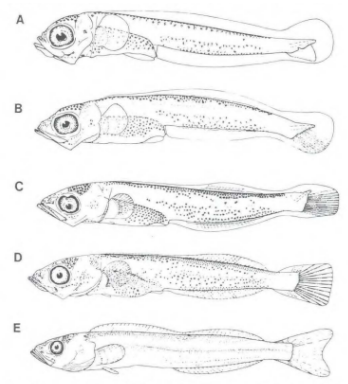
Larva de bacallà a estadis diferents. (A) 9.8 mm, (B) 12.2 mm, (C) 15.4 mm, (D) 19 mm i (E) 36.0 mm.

El creixement d’Ophiodon elongatus és ràpid durant els tres primers anys. El bacallà larvari entra a les aigües superficials al mes de març. En aquest moment, les larves fan 6-10 mm de llarg. A principis d'abril, la majoria de bacallà té uns 20 mm de llarg, i a finals d'abril fan uns 30 mm. A finals de maig i principis de juny, aquests bacallà tenen uns 70-80 mm de llargada i s'assemblen al bacallà adult en coloració i morfologia externa.
El bacallà jove de l'any fa una mitjana de 21 cm de llarg al final del primer any. El bacallà fa una mitjana de 33 cm el segon any, i 45 cm al final del tercer any. Després dels 2 anys, les femelles creixen més ràpid que els homes. Als 3 anys les femelles són 3 cm més grans i als 13 anys fan 20 cm més.
La mitjana d'edat i mida al 50% de maduresa de les femelles oscil·la entre els 3 i els 5 anys, i entre els 61 i els 76 cm. La majoria de les femelles són madures als 7 anys i als 80 cm. La majoria dels mascles són madurs als 2 anys, mesurant aproximadament 50 cm.
La taxa de creixement varia substancialment entre les zones del nord i del sud de la costa de la Colúmbia Britànica. Això indica que el bacallà en aquestes zones són estocs diferents. Hi ha molt poca variació en la longitud mitjana per edat dins de les poblacions.
Longevitat
Tot i que el bacallà pot viure fins a 25 anys, la majoria dels individus viuen prop de 20 anys en estat salvatge.

## Alimentació
Durant el desenvolupament larvari, la dieta consisteix principalment en copèpodes i petits zooplànctons. A mesura que les larves creixen, s'ingereixen aliments més grans, especialment l'arengada larvària. Just abans de la transició a la vida de fons, el bacallà jove comença a depredar l'arengada jove. Sembla que aquest canvi en la dieta està associat amb la transició a la vida profunda. Durant el període jove, el bacallà continua alimentant-se d'arengada com a principal aliment. El bacallà adult és carnívor oportunista, i menja una varietat d'invertebrats i espècies de peixos, inclòs el bacallà més petit.

## Depredació
Com a adults, el bacallà té unes dents llargues i afilades per dissuadir els possibles depredadors. Els humans són el depredador més important del bacallà, que es considerava sobreexplotat a finals dels anys 90. Des d'aleshores, s'han implantat múltiples regulacions per reduir les taxes anuals de collita de bacallà. Altres depredadors importants són els lleons marins de Califòrnia, les foques i els taurons.